# Ельничный (остров)
Е́льничный — самый крупный остров Верх-Нейвинского пруда, расположенного на Среднем Урале. Остров находится в южной части водоёма, в 6 километрах от берегов посёлка городского типа Верх-Нейвинского. Площадь острова — 0,6 км².

## Название
Название острова — Ельничный — указывает на характер его растительности до затопления данных земель водой. Ранее здесь произрастал еловый лес (ельник). Сейчас на острове произрастает множество берёз и сосен. Верх-нейвинские старожилы называют остров по-старому – Ельнишно́й.
На карте заполнения водой Верх-Нейвинского пруда (до 1767 года) показано, что на юго-востоке в пруд впадает река Елевая, с именем которой тоже может быть связано название острова. За два с половиной века река сменила своё название. В настоящее время она называется Третьей.

## География
Ельничный остров находится на юге Верх-Нейвинского пруда, вблизи его слияния с озером Таватуй. Остров является самым крупным на пруду. Площадь Ельничного острова составляет 0,6 км². Имеются сведения, что на острове были найдены кости мамонта.
Ельничный остров вытянут приблизительно на 1,45 километра с западо-юго-запада на востоко-северо-восток. Ширина острова — 0,5—0,6 километра. Он состоит из двух гор высотами 18 метров и 24 метров над уровнем пруда. На этих горах имеются небольшие скальные выходы, представленные серым гранитом. Гранитные глыбы имеются практически вдоль всего берега острова. Наиболее красивый мыс расположен на южном берегу.
К северо-западному берегу Ельничного острова примыкают несколько мелких островков, получивших наименование Пашенки. Ельничный остров покрыт сосново-берёзовым лесом.
На Верх-Нейвинском пруду к югу от Ельничного острова находится заболоченный берег Коровьего мыса, к юго-востоку — протока, соединяющая пруд с озером Таватуй. К востоку от острова находится сильно заболоченное урочище Большое Дикое, занимающее всю юго-восточную часть акватории. За этим урочищем, на юго-восточном лесистом берегу, расположена Берёзовая гора. К северо-западу от Ельничного острова расположился меньший по размеру Змеиный остров, к северу — далеко, на несколько километров, простирается водная гладь, а также выходит с восточного берега пруда маленький мыс Пашенка. К западу от острова, на юго-западном берегу Верх-Нейвинского пруда возвышается гора Мурзинка, а к северо-западу, на северо-западном склоне сей горы, находится санаторий «Зелёный мыс» и песчаный пляж. Юго-восточнее Ельничного острова глубоко вдаётся залив Нейвица, куда впадает протекающая через пруд река Нейва.
Расстояние от Ельничного острова до берегов посёлка Верх-Нейвинского составляет приблизительно шесть километров, до берега «Зелёного мыса» — около полутора километров.

## Охрана природы
Ельничный остров расположен на территории ландшафтного заказника «Озеро Таватуй и Верх-Нейвинское водохранилище с окружающими лесами».